# Delești
Deleşti é uma comuna romena localizada no distrito de Vaslui, na região de Moldávia. A comuna possui uma área de 39.93 km² e sua população era de 2586 habitantes segundo o censo de 2007.